# Juanma (Fußballspieler, 1981)
Juanma, bürgerlich Juan Manuel Gómez Sánchez (* 29. Mai 1981 in Don Benito), ist ein spanischer Fußballspieler, der zuletzt bei Betis Sevilla in der Primera División spielte.

## Spielerkarriere

### Verein
Junama kann bereits jetzt auf eine bewegte Karriere zurückblicken. Nachdem er zunächst für die zweite Mannschaft vom FC Málaga auf Torejagd gegangen war, wechselte er 2004 – nach fünf Jahren – den Club und schloss sich UD Levante an.
In seiner rasanten Entwicklung spielte er in vier Jahren hintereinander jeweils eine Liga höher (2001/2002: Tercera División, 2002/2003: Segunda División B, 2003/2004: Segunda División, 2004/2005: Primera División).
Während der Saison 2006/2007 war Juanma an den damaligen Erstliga-Aufsteiger Recreativo Huelva ausgeliehen. Nachdem Juanma von 2008 bis 2012 bei Betis Sevilla spielte, ist er seit Auslaufen seines Vertrages zum Saisonende 2011/12 vereinslos.

### Erfolge
- 2001/02: FC Málaga B – Aufstieg in Segunda División B.
- 2002/03: FC Málaga B – Aufstieg in Segunda División.
- 2005/06: UD Levante – Aufstieg in Primera División.